# Непораз
Непораз (пол. Nieporaz) — село в Польщі, у гміні Альверня Хшановського повіту Малопольського воєводства.
Населення — 459 осіб (2011).
У 1975-1998 роках село належало до Краківського воєводства.

## Демографія
Демографічна структура станом на 31 березня 2011 року:
|          | Загалом | Допрацездатний вік | Працездатний вік | Постпрацездатний вік |
| -------- | ------- | ------------------ | ---------------- | -------------------- |
| Чоловіки | 226     | 47                 | 145              | 34                   |
| Жінки    | 233     | 41                 | 138              | 54                   |
| Разом    | 459     | 88                 | 283              | 88                   |